# Wincenty Hipolit Gawarecki
Wincenty Hipolit Gawarecki, krypt.: G. W. H. (ur. 12 października 1788 w majątku Borzeń pod Wyszogrodem, zm. 9 września 1852 tamże) – prawnik, dramatopisarz i historyk polski.

## Życiorys
Urodził się jako syn Franciszka i Scholastyki z Sutkowskich. W latach 1796–1804 uczęszczał do Gimnazjum Akademickiego (obecnie Liceum Ogólnokształcące im. Marszałka Stanisława Małachowskiego) w Płocku, a w latach 1804–1808 do Liceum Warszawskiego. Studia prawnicze odbył w Szkole Prawa i Administracji w latach 1808–1811. W roku 1818 uzyskał dyplom magistra prawa i administracji. Po ukończeniu studiów był aplikantem, potem inkwirentem, podsędkiem i zastępcą prokuratora Sądu Policji Poprawczej w Płocku. W 1821 (lub 1825) mianowany został prokuratorem, a w latach 1828–1843 był prezesem Trybunału Cywilnego guberni płockiej. Był członkiem lóż masońskich. Należał do współzałożycieli Towarzystwa Naukowego Płockiego oraz Towarzystwa Miłosierdzia Szkolnego przy Szkole Wojewódzkiej w Płocku. Zmarł 9 września 1852. Pochowany został na cmentarzu we wsi Orszymowo.

## Twórczość
Należał do najbardziej aktywnych płocczan, wydał wiele prac z zakresu prawa oraz dziejów Mazowsza Płockiego i ziemi dobrzyńskiej.

### Ważniejsze prace (chronologicznie)
1. Rozprawa o prawie własnej, czyli koniecznej obrony, Warszawa 1815[2]
2. Wiadomość o sądzie pokoju, Warszawa 1816[3]
3. Oblężenie Płocka. Rycerskie drama z chórami, marszami, we 3 aktach, z dziejów ojczystych oryginalnie napisane. Wystawione na teatrze narodowym w Płocku dnia 20 lipca 1817 r. przez artystów dramatycznych pod dyrekcją Jana Milewskiego, Warszawa 1817[4]; wyd. następne: Warszawa 1823
4. Wiadomość o życiu i czynach ks. Piotra Gabriela Boduina, misjonarza, założyciela Instytutu Warszawskiego pod tytułem: Dzieciątko Jezus, Warszawa 1818; wyd. następne: zobacz poz. 10
5. Mowa przy eksportacji zwłok śp. Jerzego Daczymińskiego, pułkownika wojsk polskich, w Płocku dn. 2 czerwca 1820 r., Płock 1823
6. Wiadomość o mieście Płocku, znaczniejsze historyczne zdarzenia tegoż miasta obejmująca... Rzecz czytana na pierwszym publicznym posiedzeniu Towarzystwa Naukowego w Płocku w dniu 19 marca 1821 r. odbytym, Warszawa 1821[5]; wyd. następne: zobacz poz. 10
7. Opis topograficzno-historyczny Ziemi Wyszogrodzkiej, Warszawa 1823; wyd. następne: zobacz poz. 10
8. Rozprawa o opiekach z przystosowaniem prawa cywilnego w Królestwie Polskim istnącego, Warszawa 1823
9. Genealogia familii Gawareckich w Ziemi Wyszogrodzkiej, dawniej w Księstwie Mazowieckim, dziś obwodzie i województwie osiadłej, Warszawa 1824 (według Estreichera; K. W. Wójcicki datuje na rok 1825)
10. Pisma historyczne, Warszawa 1824; wyd. następne: Warszawa 1844; zawartość: poz. 4, 6-7
11. Opis topograficzno-historyczny Ziemi Dobrzyńskiej, Płock 1825,
12. Groby królów polskich w Płocku. Wiadomość historyczna, Warszawa 1827[6]
13. Pamiętnik historyczny płocki, t. 1 Warszawa 1828, t. 2 Warszawa 1830, t. 3 Warszawa 1831
14. „Żywoty biskupów mazowieckich, później płockich”, Pamiętnik religijno-moralny  1842–1843; (tu m.in.: „Błogosławiony Wincenty Kadłubek”, wspomnienie historyczne)
15. Pamiątki historyczne Łowicza, Warszawa 1844[7]
16. Opis miasta Warki nad Pilicą położonego, Warszawa 1845[8]
17. Opisanie kościoła z klasztorem księży bernardynów w mieście Skępem (1848)
18. Wiadomość topograficzno-historyczna o osadach zwanych Złotoryją tudzież o kościołach, i kaplicach w tychże istniejących (1850).

Utwory swe zamieszczał także w czasopismach i zbiorach: Alleluja (1841-1843), Athenaeum (1845, t. 2), Biblioteka Warszawska (1840, t. 1; 1852, t. 3), Dzwon Litewski (tu: „Wspomnienie o Bartoszu, właściwie Bartłomieju Paprockim, niegdyś podczaszym Ziemi Dobrzyńskiej”, 1847/1848, oddz. 2, t. 1), Dziennik Warszawski (1829), Fiołek. Noworocznik lubelski na r. 1845 (tu: „Zamek Rabsztyn. Wspomnienie historyczne”), Kalendarzyk polityczny na r. 1844, Magazyn Powszechny (1839-1840), Niezapominajczyk. Noworocznik (tu: „Zamek w mieście Rawie” 1845; Olsztyn 1847), Pamiętnik Religijno-Moralny (1841-1846), Pamiętnik Warszawski (1817), Piśmiennictwo krajowe (1840), Podarunek dla Płci Pięknej (1850), Przegląd Warszawski (1840), Snopek Nadwiślański (tu: Zamek płocki, 1844).

### Przekłady
- A. F. Kotzebue: Le Peyrouse. Drama w 1 akcie, Warszawa 1823.

### Prace edytorskie
- (M. Szczepankowski:) Wiadomość historyczna miasta Pułtuska, Warszawa 1826
- Przywileje, nadania i swobody przez królów polskich, książąt mazowieckich i biskupów płockich udzielone miastom województwa płockiego. Zebrane staraniem..., Warszawa 1828.

### Listy
- List z 20 września 1822, ogł. J. S. Bandtkie: Historia drukarń w Królestwie Polskim i Wielkim Księstwie Litewskim, t. 2, Kraków 1826, s. 51–53.

## Upamiętnienie
Gawarecki jest od roku 2002 patronem Szkoły Podstawowej w Małej Wsi przylegającej do jego rodzinnego Borzenia.